# Bourguignon-sous-Coucy
Bourguignon-sous-Coucy – miejscowość i gmina we Francji, położona w regionie Hauts-de-France, w departamencie Aisne.
Według danych na styczeń 2014 roku gminę zamieszkiwały 92 osoby, a gęstość zaludnienia wynosiła 32,5 osób/km².